# Copa Antonio Peña
Copa Antonio Peña est un tournoi annuel de catch de la Asistencia Asesoría y Administración qui s'est déroulé pour la première fois en 2007 dans son événement annuel Héroes Inmortales. Il a eu lieu pour la première fois en Homenaje a Antonio Peña (hommage à Antonio Peña) en 2007. En 2009, il a été renommé Héroes Inmortales.

## Liste des champions
| année | édition | vainqueur               |
| ----- | ------- | ----------------------- |
| 2007  | 1       | Charly Manson           |
| 2008  | 2       | El Mesías               |
| 2009  | 3       | Cibernético             |
| 2010  | 4       | Aero Star               |
| 2011  | 5       | Electroshock            |
| 2012  | 6       | El Texano Jr. (annulé)  |
| 2013  | 7       | La Parka                |
| 2014  | 8       | Myzteziz                |
| 2015  | 9       | Taurus                  |
| 2016  | 10      | Pimpinela Escarlata     |
| 2017  | 11      | El Hijo del Fantasma    |
| 2018  | 12      | Pagano                  |
| 2019  | 13      | El Hijo del Vikingo     |
| 2021  | 14      | Pimpinela Escarlata (2) |
| 2023  | 15      | Chik Tormenta           |